# Kaupe

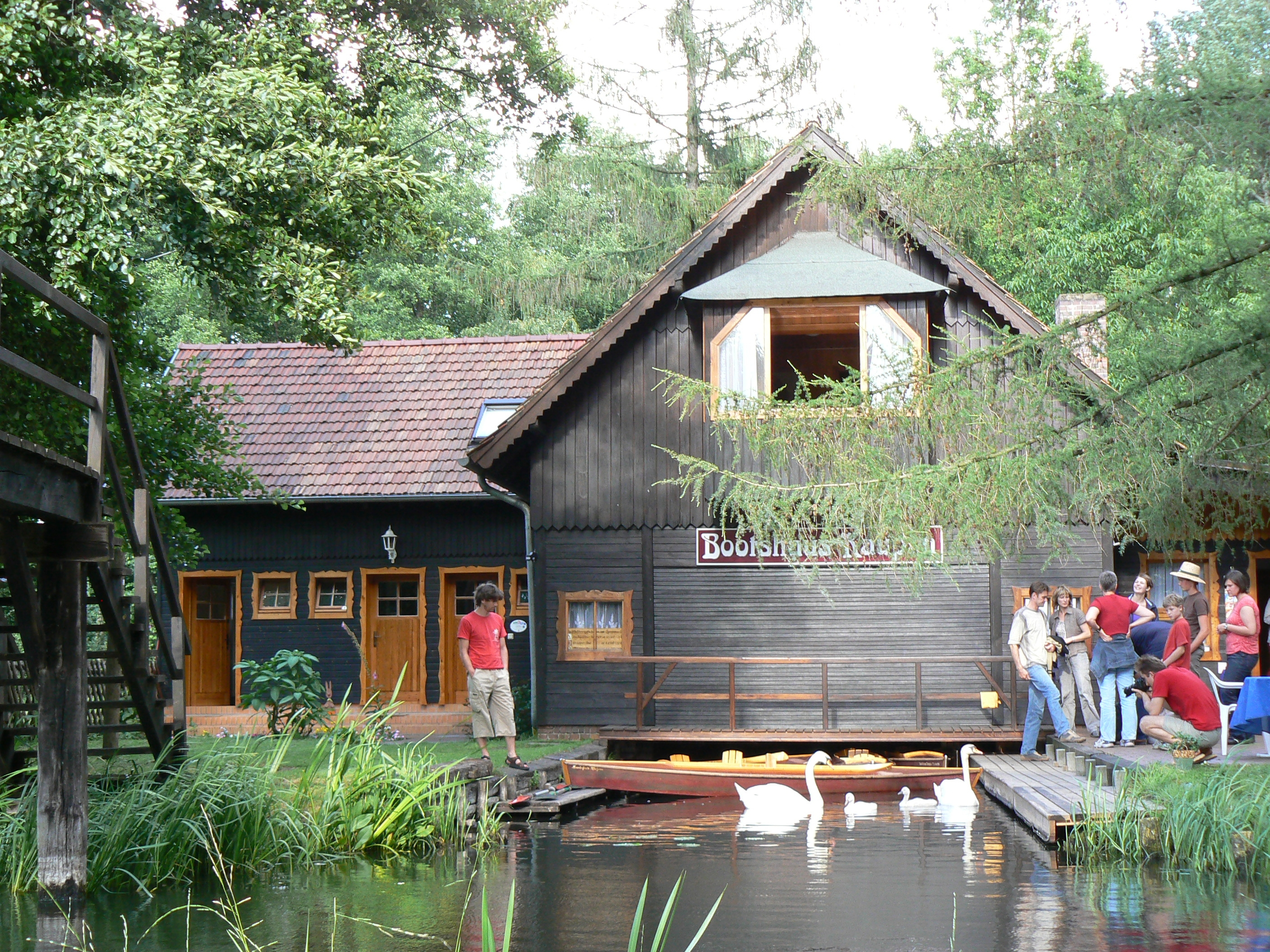
Der Paddelbootverleih Bootshaus Kaupen

Kaupen werden im Spreewald so genannte Talsandinseln genannt. Es handelt sich um kleine Schwemmsandablagerungen. Das Wort Kaupe stammt vom sorbischen Wort kupa für „Insel“. Beispiele für Kaupen sind Barzlin und Wotschofska.
Abfließende Schmelzwasser der letzten skandinavischen Inland-Eiszeitgletscher hinterließen Ablagerungen, welche von der Spree zu einem Schwemmsandfächer aufgeschüttet wurden. Die Spree verzweigte sich dann durch das geringe Gefälle zu einem Binnendelta, viele Spreewaldfließe entstanden. Die zwischen den Fließen gelegenen Erhebungen wurden Kaupen genannt und zuerst besiedelt – es entstanden Streusiedlungen.
Ein Großteil der inselartigen Kaupen ist auch bis heute nur auf dem Wasserweg mit Boot oder Kahn erreichbar. Nur wenige konnten bisher an ein Straßen- oder Wegenetz angebunden werden. Auch die Postmitarbeiter, die Sendungen im Spreewald mit dem Postkahn austragen, müssen dies beachten, denn als Adresse sind entweder die Fließnamen oder die nummerierte Kaupe angegeben.
Touristisch sind die Kaupen im Spreewald mit dem Paddelboot oder dem Kahn anfahrbar und erlebbar, teilweise befinden sich die Bootsverleihe auf den Kaupen. Die dort an die Gäste herausgegebenen Wasserwanderkarten ermöglichen bzw. erleichtern die Orientierung in dem eng gestrickten Fließnetz zwischen den Kaupen.